# Dominik Schröder
Dominik Schröder SVD (* 4. September 1910 in Eiweiler; † 25. Dezember 1974 ebenda) war ein deutscher Ethnologe und Mongolist. Er war am Anthropos-Institut im Schweizer Freiburg im Üechtland tätig. Er forschte unter anderem zur Bevölkerung von Kham, wobei die mündliche Volksdichtung der Monguor ein Arbeitsschwerpunkt bildete. Das Kapitel zur Volkskunde aus dem Xikang tujing von Ren Naiqiang 任乃强 übersetzte er ins Deutsche.

## Nachlass
Die posthume Veröffentlichung zentraler Bestandteile aus Schröders Nachlass wurde von Walther Heissig, Bonner Professor für Zentralasienwissenschaften, und dem Steyler Ethnologen Anton Quack SVD durchgeführt.

## Publikation
- Zur Religion der Tujen des Sininggebietes (Kukunor), Anthropos, Internationale Zeitschrift für Völker- und Sprachenkunde, Sonderdruck, Band 47, 1952; Paulusdruckerei, Freiburg in der Schweiz